# Zimri-Lim

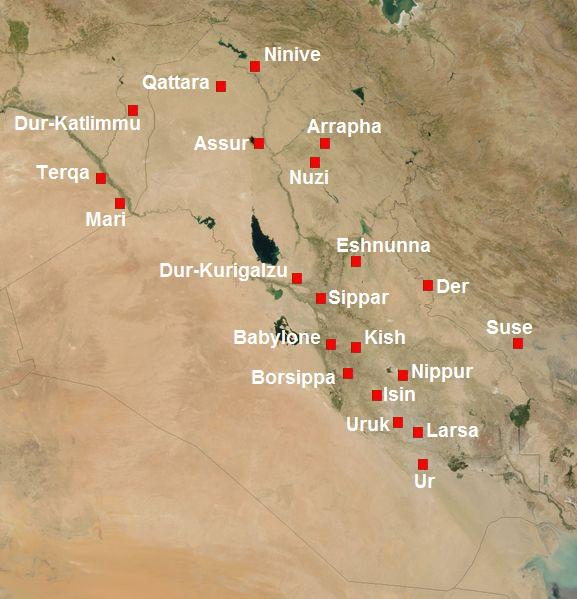
Mapa Mezopotamii w II tys. p.n.e.

Zimri-Lim (amor. Zimrī-Līm) – amorycki władca królestwa Mari (środkowy Eufrat), syn Jahdun-Lima, panował przez okres około 15 lat, po czym pokonany został przez Hammurabiego z Babilonu. Jego panowanie datowane jest na lata ok. 1775-1761 p.n.e.
Zimri-Lim opuścił Mari przed asyryjskim podbojem. Znalazł schronienie w państwie Jamhad u Sumu-epuha również skonfliktowanego z władcą Asyrii – Szamszi-Adadem I.
Po powrocie na tron Mari Zimri-Lim toczył walki z Esznunną i Yamina. Pokonanie sąsiadów rozpoczęło pokojowy okres rządów Zimri-Lima. Państwo Mari prowadziło przyjazne relacje z Jamhad (gdzie nadal rządził teść Zimri-Lima – Sumu-epuh), Qatną oraz Babilonem. W 1760 roku p.n.e. Hammurabi, władca Babilonu zaatakował i podbił Mari. Od tego momentu Zimri-Lim nie pojawia się już w żadnych ze źródeł, co może sugerować, że zginął podczas babilońskiego podboju. 
Za czasów swoich rządów doprowadził Mari do szczytu świetności i powodzenia. Znany jest m.in. z budowy imponującego kompleksu pałacowego w tym mieście, odkopanego w latach trzydziestych XX wieku przez francuskich archeologów (André Parrot i wsp.).